# Ayzieu
Ayzieu ist eine französische Gemeinde mit 159 Einwohnern (Stand: 1. Januar 2022) im Département Gers in der Region Okzitanien. Sie gehört zum Arrondissement Condom und zum Kanton Grand-Bas-Armagnac.
Nachbargemeinden sind Marguestau im Norden, Cazaubon im Nordosten, Campagne-d’Armagnac im Osten, Manciet im Südosten, Bourrouillan im Süden und Lias-d’Armagnac im Westen.

## Bevölkerungsentwicklung
| Jahr                       | 1962 | 1968 | 1975 | 1982 | 1990 | 1999 | 2008 | 2017 |
| -------------------------- | ---- | ---- | ---- | ---- | ---- | ---- | ---- | ---- |
| Einwohner                  | 254  | 235  | 207  | 163  | 141  | 147  | 145  | 159  |
| Quellen: Cassini und INSEE |      |      |      |      |      |      |      |      |

## Sehenswürdigkeiten
- Kirche Saint-Pierre-et-Paul du Pin

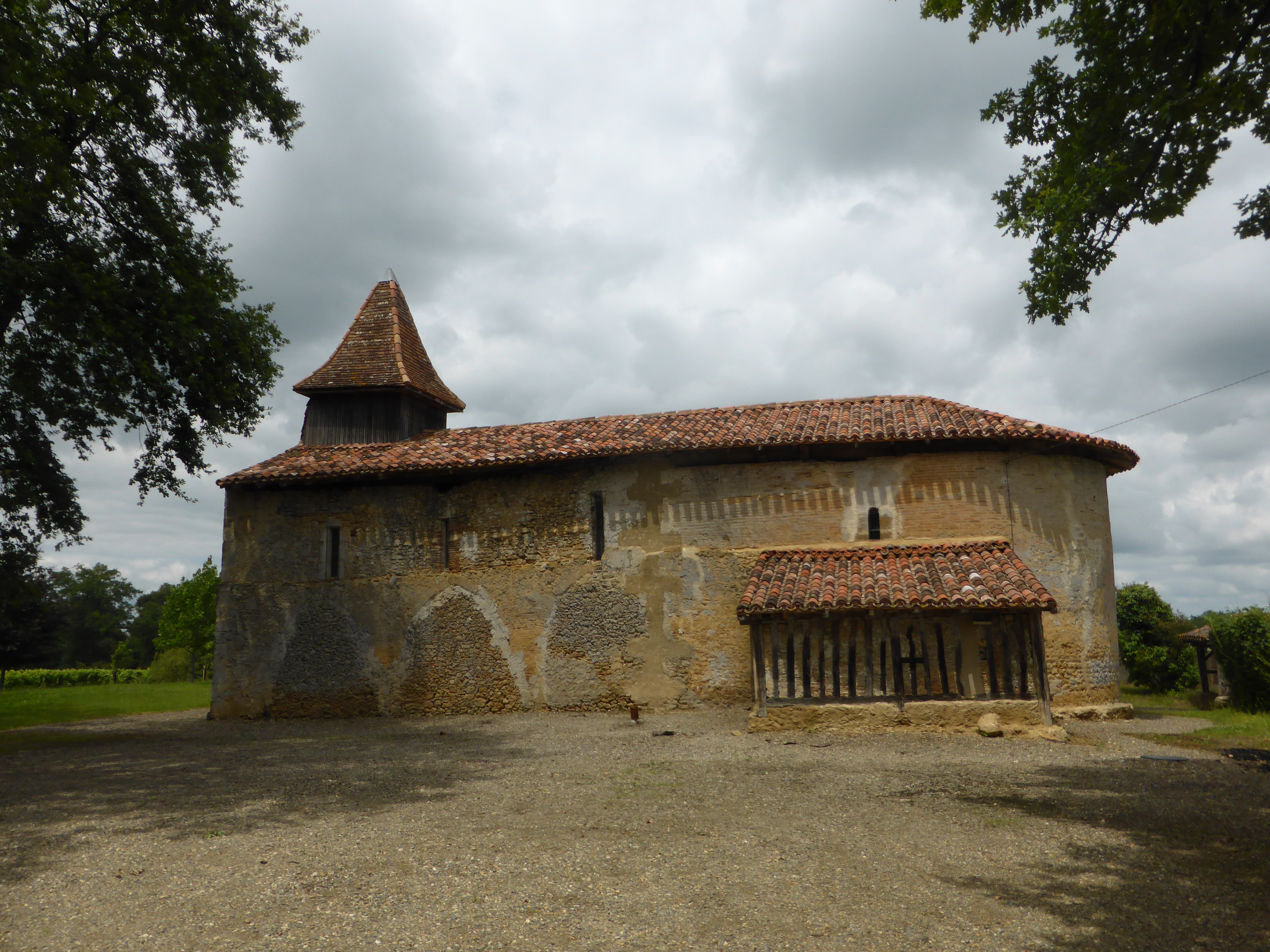
Kirche Saint-Pierre-et-Paul du Pin